# Annita van Doorn
Annita van Doorn est une patineuse de vitesse sur piste courte néerlandaise.

## Carrière
En 2012, elle remporte les championnats d'Europe de patinage de vitesse au relais féminin avec Jorien ter Mors et les sœurs Sanne van Kerkhof et Yara van Kerkhof.